# Argos-Shimano (Frauenteam)/Saison 2013
Dieser Artikel listet den Kader und die Erfolge des Frauenradsportteams Argos-Shimano in der Saison 2013 auf.

## Team
| Fahrerin                        | Geburtsdatum       | Nationalität           |
| ------------------------------- | ------------------ | ---------------------- |
| Charlotte Becker (bis Ende Mai) | 19. Mai 1983       | Deutschland            |
| Lucy Garner                     | 20. September 1994 | Vereinigtes Königreich |
| Elke Gebhardt                   | 22. Juli 1983      | Deutschland            |
| Marlen Jöhrend                  | 2. Januar 1986     | Deutschland            |
| Janneke Kanis                   | 15. Februar 1985   | Niederlande            |
| Willeke Knol                    | 10. April 1991     | Niederlande            |
| Kelly Markus                    | 7. Februar 1993    | Niederlande            |
| Amy Pieters                     | 1. Juni 1991       | Niederlande            |
| Esra Tromp                      | 15. Oktober 1990   | Niederlande            |
| Kirsten Wild                    | 15. Oktober 1982   | Niederlande            |

## Erfolge
Die Mannschaft schloss die UCI-Weltrangliste auf Rang 10 und den UCI-Weltcup 2013 auf Rang 6 ab.
| Datum  | Rennen                             | Kat. | Siegerin      |
| ------ | ---------------------------------- | ---- | ------------- |
| 30.01. | 2. Etappe Ladies Tour of Qatar     | 2.1  | Kirsten Wild  |
| 31.01. | 3. Etappe Ladies Tour of Qatar     | 2.1  | Kirsten Wild  |
| 01.02. | 4. Etappe Ladies Tour of Qatar     | 2.1  | Kirsten Wild  |
| 01.02. | Gesamtwertung Ladies Tour of Qatar | 2.1  | Kirsten Wild  |
| 03.04. | 1. Etappe Energiewacht Tour        | 2.2  | Kirsten Wild  |
| 04.04. | 2. Etappe Energiewacht Tour        | 2.2  | Kirsten Wild  |
| 05.04. | 3. Etappe Teil b Energiewacht Tour | 2.2  | Kirsten Wild  |
| 06.04. | 4. Etappe Energiewacht Tour        | 2.2  | Kirsten Wild  |
| 14.04. | Ronde van Gelderland               | 1.2  | Kirsten Wild  |
| 08.05. | 1. Etappe Tour of Chongming Island | 2.1  | Lucy Garner   |
| 30.06. | 1. Etappe Giro d’Italia Femminile  | 2.1  | Kirsten Wild  |
| 24.08. | 2. Etappe Lotto-Decca Tour         | 2.2  | Kirsten Wild  |
| 25.08. | 3. Etappe Lotto-Decca Tour         | 2.2  | Kirsten Wild  |
| 03.09. | 1. Etappe Holland Ladies Tour      | 2.1  | Kirsten Wild  |
| 05.09. | 3. Etappe Holland Ladies Tour      | 2.1  | Kirsten Wild  |
| 06.09. | 4. Etappe Holland Ladies Tour      | 2.1  | Elke Gebhardt |